# Monedas de la dinastía Yuan

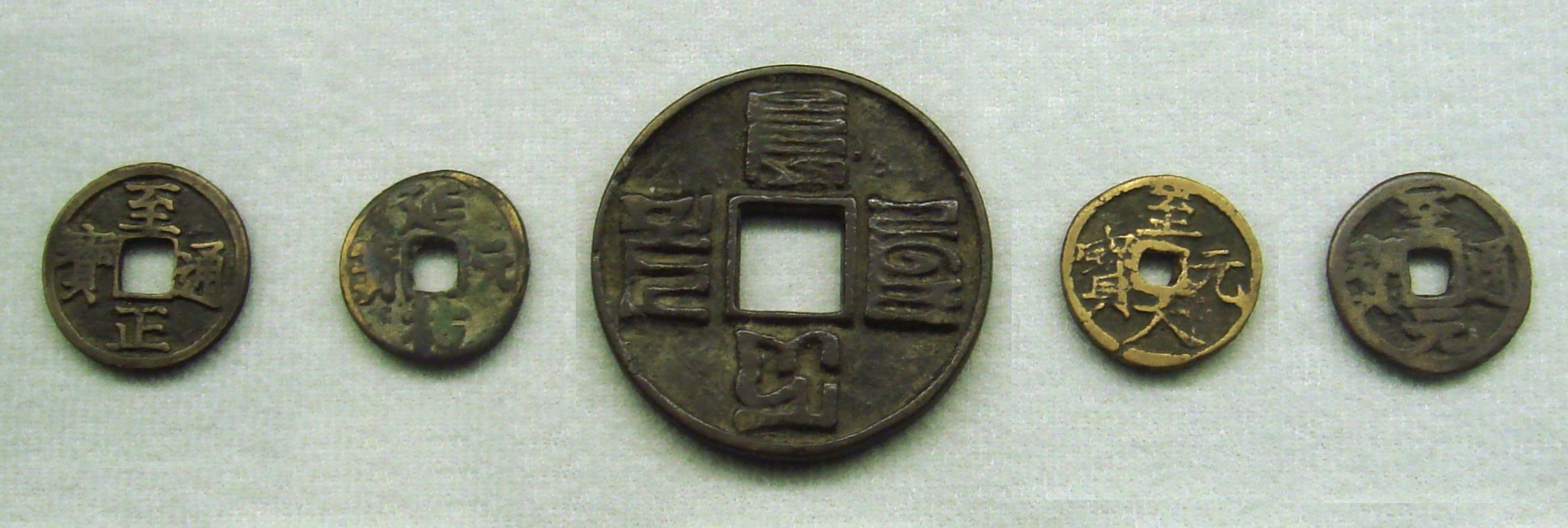
Monedas de la dinastía Yuan.

La dinastía Yuan fue un kanato mongol que gobernó China desde 1271 hasta 1368, después de que los mongoles conquistaron las dinastías Xia occidental, Liao occidental y Jin, permitieron la continuación de la moneda de cobre acuñada localmente, además de permitir el uso continuo de formas de moneda creadas anteriormente y más antiguas (de dinastías chinas anteriores), mientras que abolieron inmediatamente el papel moneda de la dinastía Jin, ya que sufrió mucho por la inflación debido a las guerras con los mongoles. Después de la conquista de la dinastía Song se completó a los mongoles comenzaron a emitir sus propias monedas de cobre en gran medida sobre la base de los modelos más antiguos de la dinastía Jin, aunque finalmente la moneda preferida de los mongoles se convirtieron en los Jiaochao y plata sycees, como monedas serían finalmente recaerá en gran medida en desuso. Aunque los mongoles al principio prefirieron que todos los billetes estuvieran respaldados por oro y plata, los altos gastos gubernamentales obligaron al yuan a crear dinero fiduciario para sostener el gasto público.
Las inscripciones en los anverso de las monedas aparecieron tanto en caracteres chinos tradicionales como en la escritura 'Phags-pa, y las monedas aparecieron en denominaciones de 2, 3, 5 e incluso 10 wén, las denominaciones más grandes llevaron a una degradación de la moneda que causó inflación.

## Antecedentes
Después de que el Imperio mongol comenzó sus campañas contra los Tangut, Khitans y Jurchens, comenzaron a lanzar sus propias monedas de cobre con la inscripción "Da Chao Tong Bao", actualmente se desconoce si estas monedas ya fueron lanzadas bajo Genghis Khan o si la producción comenzó bajo Kublai Khan durante la dinastía Yuan, ya que estas monedas son indocumentadas y raras. La producción de monedas de cobre de la dinastía Yuan con las monedas "Zhong Tong Yuan Bao" (中 統 元寶) encargadas por Kublai Khan comenzó al mismo tiempo que la emisión de papel moneda que estaba respaldada por sycees de plata.
Antes del establecimiento de la dinastía Yuan, Möngke Khan creó el Departamento de Asuntos Monetarios en 1253 para supervisar la emisión y creación de papel moneda, esto fue para garantizar que la nobleza no causara más inflación al sobreimprimir dinero. La dinastía Yuan vería la introducción del estándar bimetálico, el cobre se usaría para distancias cortas y la plata para transacciones de larga distancia.

## Historia

### Kublai Khan, Temür Khan y Külüg Khan
Kublai Khan le preguntó a su asesor Liu Bingzhong sobre el uso de la moneda y, con una metáfora del Yin y el Yang, Bingzhong afirmó que no podría existir paz dentro del imperio Yuan si las monedas continuaban utilizándose y aconsejándose para la circulación exclusiva de papel moneda de corteza de morera.

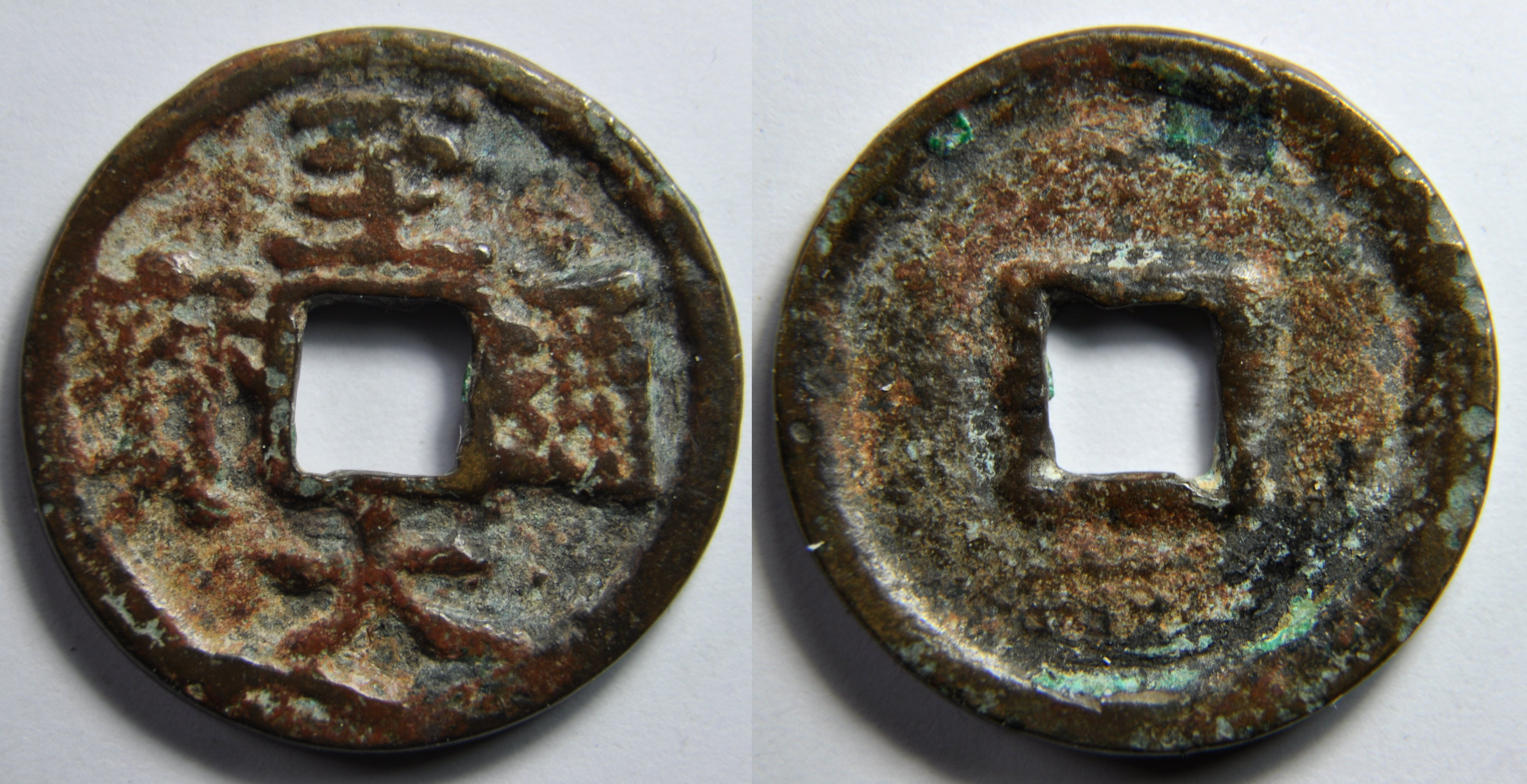
Una moneda "Zhida Tongbao" (至大 通寶) emitida bajo Külüg Khan.

Las monedas "Zhongtong Yuanbao" solo se lanzaron durante 3 años (1260 a 1263), más tarde las monedas se emitieron nuevamente bajo Kublai Khan. En el año 1285, Liu Shirong abogó por la creación de las monedas en efectivo Zhiyuan Tongbao (至元 通寶), afirmando que los mongoles deberían seguir los ejemplos de las dinastías Han y Tang en la producción de monedas en efectivo de aleación de cobre. y que estas monedas en efectivo deben circular al mismo tiempo que la seda y el papel moneda.
Durante toda la duración de Temür Khan, las monedas solo se emitieron simbólicamente para instituciones religiosas.
Bajo Külüg Khan tesoro de la dinastía Yuan fue casi completamente agotado que finalmente llevó a Külüg Khan emitir un nuevo billete llamado el "Zhi Da Yin Jiaochao" (至大銀鈔) que coincidió con la acuñación de "Zhida tongbao" (至大通寶) monedas, que son las monedas de la era Yuan más comúnmente emitidas. Bajo Külüg Khan, los niveles de inflación aumentaron al 80% a medida que el gobierno seguía imprimiendo más billetes adeudados, y para garantizar el control del gobierno sobre la moneda, Külüg Khan prohibió el uso de monedas de plata y oro y detuvo la circulación de certificados de plata en favor de los billetes fiduciarios.

### Ayurbarwada Buyantu Khan y el cese de la producción
Ayurbarwada Buyantu Khan cesó por completo la producción de monedas a favor del papel moneda e hizo ilegal el uso de monedas para el pago, sin embargo, la producción privada de monedas de cobre en efectivo persistiría a pesar de estas leyes. Debido a que los khans de la dinastía Yuan eran budistas, permitieron que los templos budistas estuvieran exentos de impuestos y les concedieron derechos especiales para fundir estatuas de bronce y acuñar sus propias monedas para ofrendas religiosas. Durante los períodos que el papel moneda se considera que es menos valiosa debido a la gente de inflación sería utilizar estas "monedas del templo" (供養錢) como moneda sustituto.

### Toghon Temür
Durante 40 años, la producción de monedas no continuaría hasta el reinado de Toghon Temür, quien comenzó a lanzar monedas nuevamente en 1350 junto con su nueva serie de billetes.
Hay tres tipos básicos de monedas en efectivo de Zhizheng Tongbao (至正 通寶). El primer tipo tiene la Rama Terrenal, que indica el año de lanzamiento, escrito en la escritura 'Phags-pa, ubicada sobre el orificio central cuadrado situado en el reverso de la moneda de efectivo. Las monedas en efectivo de Zhizheng Tongbao con la inscripción inversa "寅" (que significa 1350 en el calendario chino) son las más raras porque comenzaron a fundirse en noviembre de 1350, lo que significa que su período de producción fue relativamente corto. Este tipo se emitió en valores de 1 wén, 2 wén y 3 wén.
Las palabras 'Phags-pa en estas monedas en efectivo de Zhizheng Tongbao representan los años siguientes:
| Lista de marcas de producción | Lista de marcas de producción | Lista de marcas de producción | Lista de marcas de producción | Lista de marcas de producción |
| 'Phags-pa                     | Chino tradicional             | Hanyu Pinyin                  | Ano de producción             | Imagen                        |
| ----------------------------- | ----------------------------- | ----------------------------- | ----------------------------- | ----------------------------- |
|                               | 寅                            | yín                           | 1350                          |                               |
|                               | 卯                            | mǎo                           | 1351                          |                               |
|                               | 辰                            | chén                          | 1352                          |                               |
|                               | 巳                            | si                            | 1353                          |                               |
|                               | 午                            | wǔ                            | 1354                          |                               |

En algunas variantes, el reverso de la moneda muestra la palabra mongol para los caracteres del calendario cíclico chino "Geng Yin" (庚寅, gēng yín), lo que indica que estas monedas en efectivo se lanzaron en algún lugar del año 1350. Estas monedas de efectivo suelen tener un diámetro de 33 milímetros y suelen tener un peso de aproximadamente 8,8 gramos.
El segundo tipo de monedas en efectivo de Zhizheng Tongbao tiene la Rama Terrenal de su año de producción sobre el orificio central cuadrado en el reverso, y el valor nominal de la moneda debajo del orificio central cuadrado. Por ejemplo, las palabras "戌 十" (xū shí) denotarían que la moneda en efectivo se produjo en el año 1358 y un valor nominal de 10 wén. Las denominaciones de este tipo se emitieron como 2 wén, 3 wén, 5 wén y 10 wén.
El tercer tipo de monedas en efectivo de Zhizheng Tongbao tiene la Rama Terrenal que representa el año de producción sobre el orificio central cuadrado en el reverso, y el peso nominal de la moneda debajo del orificio central cuadrado. Por ejemplo, la transliteración 'Phags-pa de la palabra "亥" (hài) escrita sobre el agujero central cuadrado para denotar que la moneda de efectivo se produjo en el año 1359 y las palabras "壹 兩重" (yī liǎng chóng) inscritas debajo del agujero central cuadrado que se traduce como "1 tael de peso".
En 1350, el canciller Toqto'a intentó reformar la moneda de la dinastía Yuan imprimiendo más papel moneda y creando grandes monedas de cobre "Zhizheng Zhibao" (至正 之 寶) en las que se inscribía la promesa de que estas monedas estaban respaldadas en papel moneda (權 鈔, quán chāo, que se traduce como "equivalente al papel moneda"), y que estos tendrían el mismo valor. La caligrafía de la inscripción de las monedas en efectivo de Zhizheng Zhibao fue realizada por el poeta de la corte Zhou Boqi.
El reverso de las monedas en efectivo de Zhizheng Zhibao tiene a la izquierda del orificio central cuadrado los caracteres chinos tradicionales que indican el valor nominal de la moneda, por ejemplo, el equivalente de wǔ qián (伍 錢, "5 qián") en papel moneda.
| Lista de denominaciones de Zhizheng Zhibao (至正 之 寶) | Lista de denominaciones de Zhizheng Zhibao (至正 之 寶) | Lista de denominaciones de Zhizheng Zhibao (至正 之 寶) | Lista de denominaciones de Zhizheng Zhibao (至正 之 寶) |
| Denominación <br /> (en papel moneda)                   | Chino tradicional                                       | Hanyu Pinyin                                            | Imagen                                                  |
| ------------------------------------------------------- | ------------------------------------------------------- | ------------------------------------------------------- | ------------------------------------------------------- |
| 5 fen                                                   | 伍 分權 鈔                                              | wǔ fēn quán chāo                                        |                                                         |
| 1 maza                                                  | 壹 錢 權 鈔                                             | yī qián quán chāo                                       |                                                         |
| 1 maza, 5 fen                                           | 壹 錢 伍 分權 鈔                                        | yī qián wǔ fēn quán chāo                                |                                                         |
| 2 mazas, 5 fen                                          | 貳 錢 伍 分權 鈔                                        | èr qián wǔ fēn quán chāo                                |                                                         |
| 5 maza                                                  | 伍 錢 權 鈔                                             | wǔ qián quán chāo                                       |                                                         |

Como el papel moneda estaba hecho de un material inferior, a menudo se dañaba fácilmente, lo que dificultaba que la gente lo redimiera, esto llevó a rebeliones en las regiones del sur que a su vez hicieron que el gobierno de Yuan imprimiera rápidamente más dinero para financiar su dinero. gastos militares, lo que lleva a una disminución de la confianza en el papel moneda que provoca hiperinflación. Finalmente, se necesitaron carros completos llenos de billetes para transacciones simples que llevaban a la gente a ignorar el papel moneda como moneda y, finalmente, el trueque se había convertido en la norma, ya que la moneda ya se había convertido en una rareza.
Después del surgimiento de la dinastía Ming, la dinastía Yuan del Norte no continuó produciendo monedas en efectivo. El uso de papel moneda bajo el Yuan inspiró aún más a otros países como Corea, Japón y varios estados de la India a desarrollar sus propios billetes.

## Lista de monedas emitidas

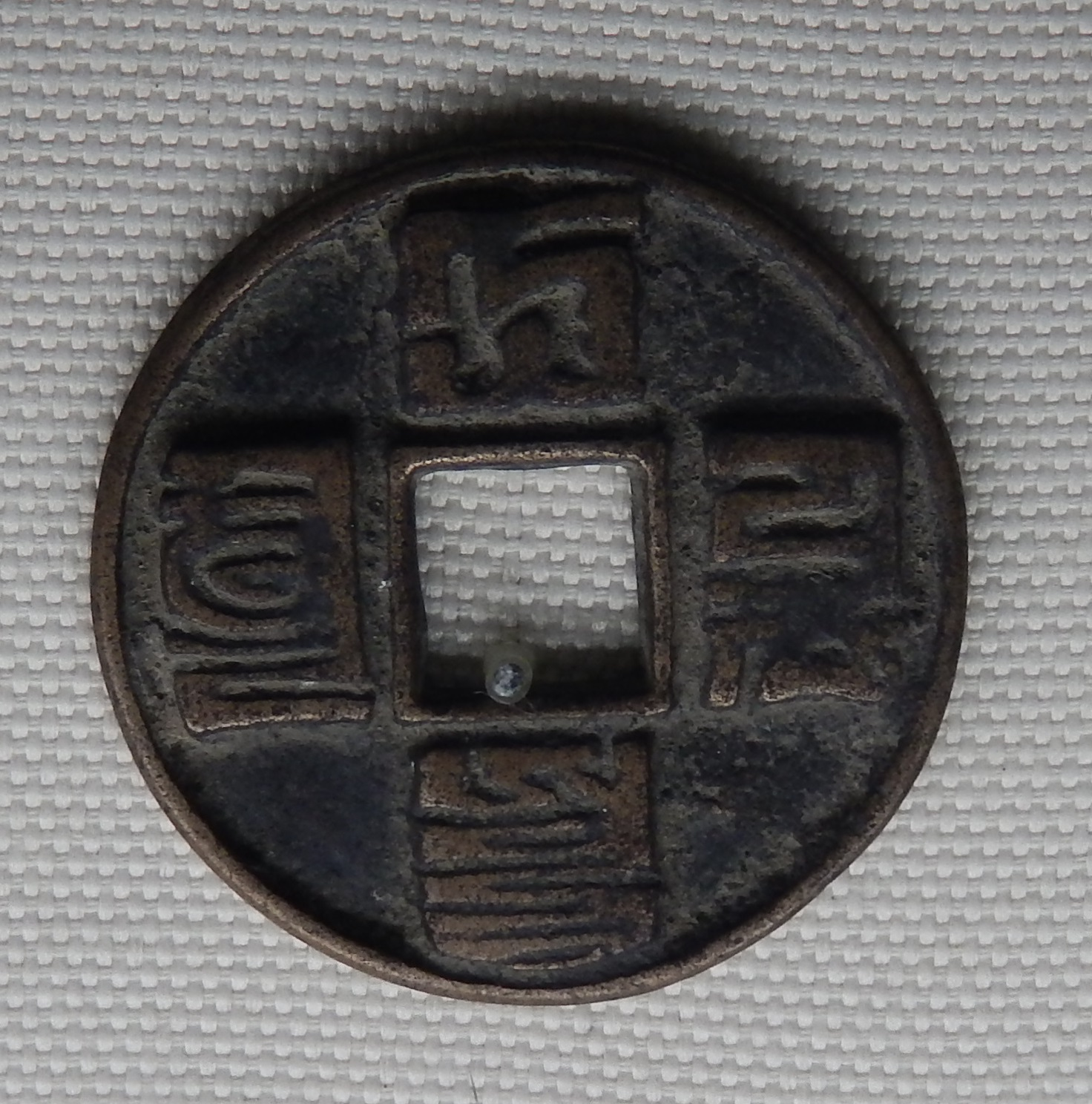
Una moneda de Da Yuan Tong Bao (大 元 通寶) escrita con la escritura 'Phags-pa, que se exhibe en el Museo de la Gran Muralla China en Beijing.

Las monedas emitidas por los mongoles antes de la creación del Yuan incluyen el "Da Chao Tong Bao" (大朝通寶), "Da Guan Tong Bao" (大觀通寶), "Tai He Tong Bao" (泰和重寶) y "Ding Da Tong Bao" (大定通寶), estas monedas se emite en todas las tierras conquistadas de la antigua dinastía Jin y son conocidos posteriormente como frontera o zona fronteriza monedas. Después de que la dinastía Song cayó en manos de los mongoles, comenzaron a emitirse nuevas monedas.
Lista de monedas emitidas por los mongoles durante la dinastía Yuan: [inferior alfa 1]
| Inscription         | Traditional Chinese | Script                                                                      | Khagan (Mongolian name)  | Emperor (Mandarin Chinese name) |
| ------------------- | ------------------- | --------------------------------------------------------------------------- | ------------------------ | ------------------------------- |
| Zhong Tong Yuan Bao | 中統元寶            | Chinese script (Regular script and Seal script), Mongol script              | Kublai Khan              | Shìzǔ (世祖)                    |
| Zhi Yuan Tong Bao   | 至元通寶            | Chinese script, 'Phags-pa script                                            | Kublai Khan              | Shìzǔ (世祖)                    |
| Yuan Zhen Tong Bao  | 元貞通寶            | Chinese script, 'Phags-pa script                                            | Temür Khan               | Chéngzōng (成宗)                |
| Yuan Zhen Yuan Bao  | 元貞元寶            | Chinese script, Mongol script                                               | Temür Khan               | Chéngzōng (成宗)                |
| Da De Tong Bao      | 大德通寶            | Chinese script, 'Phags-pa script, Mongol script                             | Temür Khan               | Chéngzōng (成宗)                |
| Zhi Da Tong Bao     | 至大通寶            | Chinese script, 'Phags-pa script, Mongol script                             | Külüg Khan               | Wǔzōng (武宗)                   |
| Zhi Da Yuan Bao     | 至大元寶            | Chinese script                                                              | Külüg Khan               | Wǔzōng (武宗)                   |
| Da Yuan Tong Bao    | 大元通寶            | Chinese script, 'Phags-pa script, Mongol script                             | Külüg Khan               | Wǔzōng (武宗)                   |
| Huang Qing Yuan Bao | 皇慶元寶            | Chinese script                                                              | Ayurbarwada Buyantu Khan | Rénzōng (仁宗)                  |
| Yan You Tong Bao    | 延祐通寶            | Chinese script                                                              | Ayurbarwada Buyantu Khan | Rénzōng (仁宗)                  |
| Yan You Yuan Bao    | 延祐元寶            | Chinese script                                                              | Ayurbarwada Buyantu Khan | Rénzōng (仁宗)                  |
| Zhi Zhi Tong Bao    | 至治通寶            | Chinese script                                                              | Gegeen Khan              | Yīngzōng (英宗)                 |
| Zhi Zhi Yuan Bao    | 至治元寶            | Chinese script                                                              | Gegeen Khan              | Yīngzōng (英宗)                 |
| Tai Ding Tong Bao   | 泰定通寶            | Chinese script                                                              | Yesün Temür              | Jìnzōng (晉宗)                  |
| Tai Ding Yuan Bao   | 泰定元寶            | Chinese script                                                              | Yesün Temür              | Jìnzōng (晉宗)                  |
| Zhi He Yuan Bao     | 致和元寶            | Chinese script                                                              | Yesün Temür              | Jìnzōng (晉宗)                  |
| Tian Li Yuan Bao    | 天曆元寶            | Chinese script                                                              | Jayaatu Khan Tugh Temür  | Wénzōng (文宗)                  |
| Zhi Shun Yuan Bao   | 至順元寶            | Chinese script                                                              | Jayaatu Khan Tugh Temür  | Wénzōng (文宗)                  |
| Yuan Tong Yuan Bao  | 元統元寶            | Chinese script                                                              | Toghon Temür             | Huìzōng (惠宗)                  |
| Zhi Yuan Tong Bao   | 至元通寶            | Chinese script, Mongol script, Uighur script, Jurchen script, Tangut script | Toghon Temür             | Huìzōng (惠宗)                  |
| Zhi Yuan Yuan Bao   | 至元寶              | Chinese script                                                              | Toghon Temür             | Huìzōng (惠宗)                  |
| Mu Qing Tóng Bao    | 穆清銅寶            | Chinese script                                                              | Toghon Temür             | Huìzōng (惠宗)                  |
| Zhi Zheng Tong Bao  | 至正通寶            | Chinese script, 'Phags-pa script, Mongol script                             | Toghon Temür             | Huìzōng (惠宗)                  |
| Zhi Zheng Zhi Bao   | 至正之寶            | Chinese script                                                              | Toghon Temür             | Huìzōng (惠宗)                  |

## Acuñaciones rebeldes
Durante la rebelión Red Turban organizada por la sociedad White Lotus; muchos de sus líderes proclamaron sus propios reinos e imperios que gobernaron diferentes regiones de China, el más exitoso de ellos fue la dinastía Ming de Zhu Yuanzhang, que unificaría China. Aunque la mayoría de estos países tuvieron una vida corta, algunos produjeron sus propias monedas.
| Inscripción        | Chino tradicional | Chino simplificado | Denominaciones         | Años de acuñación | Monarca                 | Facción rebelde                     |
| ------------------ | ----------------- | ------------------ | ---------------------- | ----------------- | ----------------------- | ----------------------------------- |
| Long Feng Tong Bao | 龍鳳 通寶         | 龙凤 通宝          | 1文, 2 文, 3 文, 5 文  | 1355-1366         | Han Lin'er (韓 林 兒)   | Rebelión temprana del turbante rojo |
| Tian You Tong Bao  | 天佑 通寶         | 天佑 通宝          | 1 文, 2 文, 3 文, 5 文 | 1354-1357         | Zhang Shicheng (張士誠) | Reino de Great (er) Zhou (大 周)    |
| Tian Qi Tong Bao   | 天啟 通寶         | 天启 通宝          | 1 文, 2 文, 3 文       | 1358              | Xu Shouhui (徐壽輝)     | Tianwan (天完)                      |
| Tian Ding Tong Bao | 天 定 通寶        | 天 定 通宝         | 1 文, 2 文, 3 文       | 1359-1360         | Xu Shouhui (徐壽輝)     | Tianwan (天完)                      |
| Da Yi Tong Bao     | 大義 通寶         | 大义 通宝          | 1 文, 2 文, 3 文       | 1360-1361         | Chen Youliang (陳友諒)  | Reino de Dahan (大漢)               |